# Chaetopauesia mackaueri
Chaetopauesia mackaueri är en stekelart som beskrevs av Hagop Haroutune Davidian 2007. Chaetopauesia mackaueri ingår i släktet Chaetopauesia och familjen bracksteklar. Inga underarter finns listade i Catalogue of Life.